# International Shark Attack File
Die International Shark Attack File (ISAF) ist eine weltweite Datenbank über Haiangriffe. Die Datenbank ist auf den Versuch zurückzuführen, Haiangriffe auf US-Marinesoldaten während des Zweiten Weltkrieges zu kategorisieren und zu untersuchen. Sie wurde entsprechend vom US-amerikanischen Office of Naval Research  von 1958 bis 1968 finanziell unterstützt. Während dieser Zeit entwickelten ein Gremium von Haiexperten eine standardisierte Erfassung von Haiangriffen, die sich weltweit ereigneten. 
Die Datenbank wurde eine Zeit lang vom Mote Marine Laboratory in Sarasota, Florida betreut, bis die Datenbank an das Florida Museum of Natural History der University of Florida übergeben wurde. 
Die Datenbank enthält Einträge über mehr als 6000 Haiangriffe vom frühen 16. Jahrhundert an und beinhaltet häufig detaillierte, nur eingeschränkt öffentlich zugängliche Informationen über den Ablauf sowie Fotografien der Opfer, Verlaufcharts und Autopsieberichte. Die Datenbank ist nur Wissenschaftlern nach einer Zugangsprüfung zugänglich.